# Antonio Squarcialupi
Antonio Squarcialupi (také Sguarcialupi, Scharcialupi, Antonio degli Organi nebo Antonio del Besa; 27. března 1416 Florencie – 6. července 1480 Florencie) byl italský hudební skladatel, varhaník a stavitel varhan. Jako dvacetiletý byl jmenován varhaníkem florentského dómu Santa Maria del Fiore a toto místo držel až do smrti. Pro svou virtuozitu získal přezdívku „mistr varhan“. Vyučoval hudbě mladého Lorenza I. Medicejského a snad i hudebního skladatele Heinricha Isaaca. Z jeho skladeb se žádná nedochovala. Jeho jméno nese Squarcialupiův kodex, sbírka 350 skladeb tehdejší světské hudby, kterou vlastnil a která je jedním z nejdůležitějších pramenů hudby 14. století.